# Velká cena Portugalska silničních motocyklů 2007
Velká cena Portugalska 2007 se uskutečnila od 14. září – 16. září 2007 na okruhu Autódromo Estoril.

## MotoGP
Mistrovství světa silničních motocyklů se přesunulo z italského Misana do portugalského Estorilu, kde loni Toni Elias připravil v samotném závěru Valentina Rossiho nejen o vítězství v závodě, ale jak se později ukázalo i o mistrovskou korunu. Právě Valentino Rossi si dělal velký zálusk na vítězství v Portugalsku. Po závodě v Misanu řekl, že boj o titul už je pro něj ztracený, ale bojovat o vítězství bude i nadále.
Týmy v Misanu ještě den zůstaly na testy, které stejně jako závod opanoval Casey Stoner. Právě italský výrobce motocyklů přiznal, že portugalský okruh Ducati příliš nesedí jejich stroji.
Toni Elias dostal nabídku od týmu d'Antin-Ducati na příští rok. S druhým místem pro příští rok byl spojován i Francouz Guintoli.
Paddockem MotoGP se šířily zvěsti o možném návratu Maxe Biaggiho. Slavný Ital, který letos úspěšně závodí ve světovém šampionátu Superbiků údajně jednal s Lucou Montironem o angažmá v týmu Konica Minolta-Honda, který by se příští rok měl jmenovat JiR. Tam ale podle odhadů měl zamířit mladý Ital Andrea Dovizioso.

## Kvalifikace
| *                                               | *                                                | *                                                  |
| _______1_______ Nicky Hayden Honda 1:36.301     |                                                  |                                                    |
|                                                 | _______2_______ Casey Stoner Ducati 1:36.341     |                                                    |
|                                                 |                                                  | _______3_______ Valentino Rossi Yamaha 1:36.576    |
| _______4_______ Makoto Tamada Yamaha 1:36.736   |                                                  |                                                    |
|                                                 | _______5_______ Daniel Pedrosa Honda 1:36.829    |                                                    |
|                                                 |                                                  | _______6_______ Colin Edwards Yamaha 1:36.904      |
| _______7_______ Marco Melandri Honda 1:37.157   |                                                  |                                                    |
|                                                 | _______8_______ Sylvain Guintoli Yamaha 1:37.189 |                                                    |
|                                                 |                                                  | _______9_______ Toni Elias Honda 1:37.246          |
| _______10_______ John Hopkins Suzuki 1:37.280   |                                                  |                                                    |
|                                                 | _______11_______ Carlos Checa Honda 1:37.296     |                                                    |
|                                                 |                                                  | _______12_______ Chris Vermeulen Suzuki 1:37.365   |
| _______13_______ Shinya Nakano Honda 1:37.530   |                                                  |                                                    |
|                                                 | _______14_______ Alex Barros Ducati 1:37.550     |                                                    |
|                                                 |                                                  | _______15_______ Loris Capirossi Ducati 1:37.733   |
| _______16_______ Anthony West Kawasaki 1:37.885 |                                                  |                                                    |
|                                                 | _______17_______ Alex Hofmann Ducati 1:37.959    |                                                    |
|                                                 |                                                  | _______18_______ Randy de Puniet Kawasaki 1:38.271 |
| _______19_______ Kurtis Roberts KR212V 1:39.017 |                                                  |                                                    |
| ----------------------------------------------- | ------------------------------------------------ | -------------------------------------------------- |

## Závod
| Pos | #  | Jezdec           | Stroj    | Kola | Čas       | Rošt | Body |
| --- | -- | ---------------- | -------- | ---- | --------- | ---- | ---- |
| 1   | 46 | Valentino Rossi  | Yamaha   | 28   | 45:49.911 | 3    | 25   |
| 2   | 26 | Daniel Pedrosa   | Honda    | 28   | +0.175    | 5    | 20   |
| 3   | 27 | Casey Stoner     | Ducati   | 28   | +1.477    | 2    | 16   |
| 4   | 1  | Nicky Hayden     | Honda    | 28   | +12.951   | 1    | 13   |
| 5   | 33 | Marco Melandri   | Honda    | 28   | +17.343   | 7    | 11   |
| 6   | 21 | John Hopkins     | Suzuki   | 28   | +18.857   | 10   | 10   |
| 7   | 7  | Carlos Checa     | Honda    | 28   | +31.524   | 11   | 9    |
| 8   | 24 | Toni Elias       | Honda    | 28   | +40.535   | 9    | 8    |
| 9   | 65 | Loris Capirossi  | Ducati   | 28   | +43.107   | 15   | 7    |
| 10  | 5  | Colin Edwards    | Yamaha   | 28   | +44.674   | 6    | 6    |
| 11  | 56 | Shinya Nakano    | Honda    | 28   | +45.403   | 13   | 5    |
| 12  | 13 | Anthony West     | Kawasaki | 28   | +54.562   | 16   | 4    |
| 13  | 71 | Chris Vermeulen  | Suzuki   | 28   | +1:00.002 | 3    | 3    |
| 14  | 50 | Sylvain Guintoli | Yamaha   | 27   | +1 kolo   | 8    | 2    |
| Ret | 6  | Makoto Tamada    | Yamaha   | 23   | +Nehoda   | 4    |      |
| Ret | 4  | Alex Barros      | Ducati   | 22   | Porucha   | 14   |      |
| Ret | 14 | Randy de Puniet  | Kawasaki | 19   | Porucha   | 18   |      |
| Ret | 66 | Alex Hofmann     | Ducati   | 11   | Odstoupil | 17   |      |
| Ret | 80 | Kurtis Roberts   | KR212V   | 2    | Porucha   | 19   |      |

## Průběžná klasifikace jezdců a týmů
| Pos | #  | Jezdec          | Stroj  | Body |
| --- | -- | --------------- | ------ | ---- |
| 1   | 27 | Casey Stoner    | Ducati | 287  |
| 2   | 46 | Valentino Rossi | Yamaha | 211  |
| 3   | 26 | Daniel Pedrosa  | Honda  | 188  |
| 4   | 21 | John Hopkins    | Suzuki | 150  |
| 5   | 71 | Chris Vermeulen | Suzuki | 147  |
| 6   | 33 | Marco Melandri  | Honda  | 137  |
| 7   | 5  | Colin Edwards   | Yamaha | 106  |
| 8   | 65 | Loris Capirossi | Ducati | 105  |
| 9   | 1  | Nicky Hayden    | Honda  | 105  |
| 10  | 4  | Alex Barros     | Ducati | 83   |

| Pos | Tým                  | Továrna  | Body |
| --- | -------------------- | -------- | ---- |
| 1   | Ducati Marlboro Team | Ducati   | 392  |
| 2   | Fiat Yamaha Team     | Yamaha   | 317  |
| 3   | Rizla Suzuki MotoGP  | Suzuki   | 297  |
| 4   | Repsol Honda Team    | Honda    | 293  |
| 5   | Honda Gresini        | Honda    | 214  |
| 6   | Pramac d'Antin       | Ducati   | 148  |
| 7   | Kawasaki Racing Team | Kawasaki | 118  |
| 8   | Dunlop Yamaha Tech 3 | Yamaha   | 63   |
| 9   | Honda LCR            | Honda    | 54   |
| 10  | Konica Minolta Honda | Honda    | 42   |
| 11  | Team Roberts         | KR212V   | 14   |

| Pos | Továrna  | Body |
| --- | -------- | ---- |
| 1   | Ducati   | 299  |
| 2   | Honda    | 239  |
| 3   | Yamaha   | 238  |
| 4   | Suzuki   | 201  |
| 5   | Kawasaki | 94   |
| 6   | KR212V   | 14   |

## Kvalifikace
| *                                                  | *                                                   | *                                                 | *                                                |
| _______1_______ Andrea Dovizioso Honda 1:40.355    |                                                     |                                                   |                                                  |
|                                                    | _______2_______ Jorge Lorenzo Aprilia 1:40.480      |                                                   |                                                  |
|                                                    |                                                     | _______3_______ Hector Barbera Aprilia 1:40.699   |                                                  |
|                                                    |                                                     |                                                   | _______4_______ Mika Kallio KTM 1:40.851         |
| _______5_______ Hiroshi Aoyama KTM 1:40.856        |                                                     |                                                   |                                                  |
|                                                    | _______6_______ Alvaro Bautista Aprilia 1:40.884    |                                                   |                                                  |
|                                                    |                                                     | _______7_______ Julian Simon Honda 1:41.093       |                                                  |
|                                                    |                                                     |                                                   | _______8_______ Alex de Angelis Aprilia 1:41.100 |
| _______9_______ Yuki Takahashi Honda 1:41.157      |                                                     |                                                   |                                                  |
|                                                    | _______10_______ Thomas Lüthi Aprilia 1:41.176      |                                                   |                                                  |
|                                                    |                                                     | _______11_______ Marco Simoncelli Gilera 1:41.370 |                                                  |
|                                                    |                                                     |                                                   | _______12_______ Shuhei Aoyama Honda 1:41.531    |
| _______13_______ Roberto Locatelli Gilera 1:41.552 |                                                     |                                                   |                                                  |
|                                                    | _______14_______ Aleix Espargaro Aprilia 1:42.200   |                                                   |                                                  |
|                                                    |                                                     | _______15_______ Fabrizio Lai Aprilia 1:42.334    |                                                  |
|                                                    |                                                     |                                                   | _______16_______ Dirk Heidolf Aprilia 1:43.074   |
| _______17_______ Eugene Laverty Honda 1:43.132     |                                                     |                                                   |                                                  |
|                                                    | _______18_______ Ratthapark Wilairot Honda 1:43.150 |                                                   |                                                  |
|                                                    |                                                     | _______19_______ Efren Vazquez Aprilia 1:43.336   |                                                  |
|                                                    |                                                     |                                                   | _______20_______ Imre Toth Aprilia 1:43.664      |
| _______21_______ Karel Abraham Aprilia 1:43.703    |                                                     |                                                   |                                                  |
|                                                    | _______22_______ Jules Cluzel Aprilia 1:43.981      |                                                   |                                                  |
|                                                    |                                                     | _______23_______ Alex Baldolini Aprilia 1:44.069  |                                                  |
|                                                    |                                                     |                                                   | _______24_______ Dan Linfoot Aprilia 1:44.539    |
| _______25_______ Alvaro Molina Aprilia 1:44.570    |                                                     |                                                   |                                                  |
|                                                    | _______26_______ Ho Wan Chow Aprilia 1:47.044       |                                                   |                                                  |
| -------------------------------------------------- | --------------------------------------------------- | ------------------------------------------------- | ------------------------------------------------ |

## Závod
| Pos | #  | Jezdec              | Stroj   | Kola | Čas        | Rošt | Body |
| --- | -- | ------------------- | ------- | ---- | ---------- | ---- | ---- |
| 1   | 19 | Alvaro Bautista     | Aprilia | 26   | +43:56.458 | 6    | 25   |
| 2   | 34 | Andrea Dovizioso    | Honda   | 26   | +4.367     | 1    | 20   |
| 3   | 1  | Jorge Lorenzo       | Aprilia | 26   | +6.148     | 2    | 16   |
| 4   | 12 | Thomas Luthi        | Aprilia | 26   | +12.685    | 10   | 13   |
| 5   | 80 | Hector Barbera      | Aprilia | 26   | +13.411    | 3    | 11   |
| 6   | 3  | Alex de Angelis     | Aprilia | 26   | +13.440    | 8    | 10   |
| 7   | 58 | Marco Simoncelli    | Gilera  | 26   | +30.322    | 11   | 9    |
| 8   | 60 | Julian Simon        | Honda   | 26   | +30.634    | 7    | 8    |
| 9   | 32 | Fabrizio Lai        | Aprilia | 26   | +1:12.253  | 15   | 7    |
| 10  | 17 | Karel Abraham       | Aprilia | 26   | +1:12.319  | 21   | 6    |
| 11  | 28 | Dirk Heidolf        | Aprilia | 26   | +1:14.060  | 16   | 5    |
| 12  | 41 | Aleix Espargaro     | Aprilia | 26   | +1:14.159  | 14   | 4    |
| 13  | 16 | Jules Cluzel        | Aprilia | 26   | +1:14.575  | 22   | 3    |
| 14  | 50 | Eugene Laverty      | Honda   | 26   | +1:30.978  | 17   | 2    |
| 15  | 10 | Imre Toth           | Aprilia | 25   | +1 kolo    | 20   | 1    |
| 16  | 31 | Alvaro Molina       | Aprilia | 25   | +1 kolo    | 25   |      |
| 17  | 89 | Ho Wan Chow         | Aprilia | 24   | +2 kola    | 26   |      |
| Ret | 7  | Efren Vazquez       | Aprilia | 23   | Nehoda     | 19   |      |
| Ret | 8  | Ratthapark Wilairot | Honda   | 23   | Nehoda     | 18   |      |
| Ret | 4  | Hiroshi Aoyama      | KTM     | 22   | Porucha    | 5    |      |
| Ret | 73 | Shuhei Aoyama       | Honda   | 18   | Porucha    | 12   |      |
| Ret | 45 | Dan Linfoot         | Aprilia | 18   | Porucha    | 24   |      |
| Ret | 25 | Alex Baldolini      | Aprilia | 7    | Porucha    | 23   |      |
| Ret | 36 | Mika Kallio         | KTM     | 4    | Porucha    | 4    |      |
| Ret | 55 | Yuki Takahashi      | Honda   | 2    | Nehoda     | 9    |      |
| Ret | 15 | Roberto Locatelli   | Gilera  | 1    | Nehoda     | 13   |      |

## Průběžná klasifikace jezdců a továren
| Pos | #  | Jezdec           | Stroj   | Body |
| --- | -- | ---------------- | ------- | ---- |
| 1   | 1  | Jorge Lorenzo    | Aprilia | 257  |
| 2   | 34 | Andrea Dovizioso | Honda   | 206  |
| 3   | 3  | Alex de Angelis  | Aprilia | 197  |
| 4   | 19 | Alvaro Bautista  | Aprilia | 160  |
| 5   | 80 | Hector Barbera   | Aprilia | 130  |
| 6   | 4  | Hiroshi Aoyama   | KTM     | 108  |
| 7   | 12 | Thomas Lüthi     | Aprilia | 98   |
| 8   | 36 | Mika Kallio      | KTM     | 94   |
| 9   | 60 | Julian Simon     | Honda   | 83   |
| 10  | 73 | Shuhei Aoyama    | Honda   | 72   |

| Pos | Továrna | Body |
| --- | ------- | ---- |
| 1   | Aprilia | 306  |
| 2   | Honda   | 216  |
| 3   | KTM     | 138  |
| 4   | Gilera  | 84   |